# تثبیت صلح

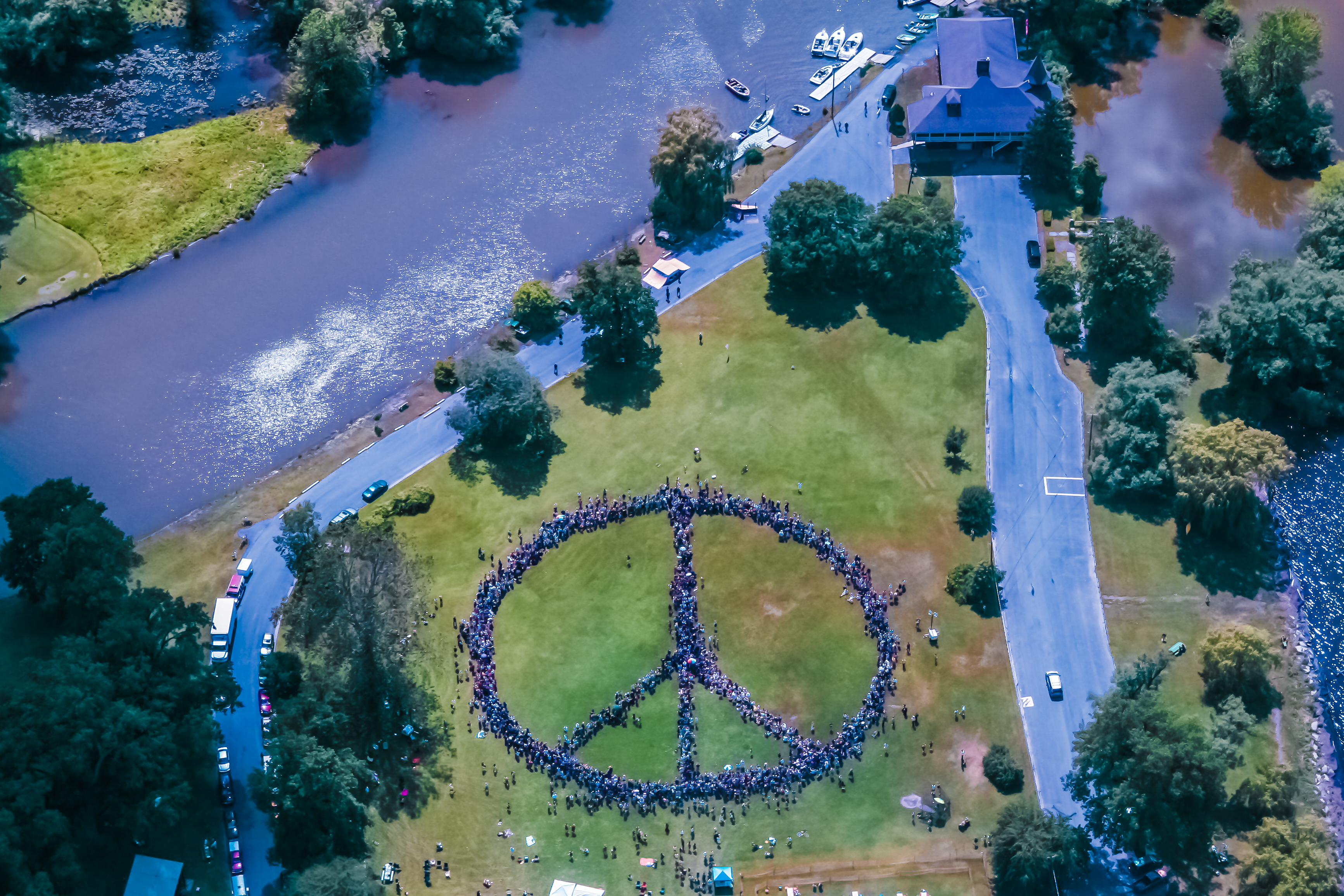
علامت صلح انسانی

تثبیت صلح (انگلیسی: Peacebuilding) انجام اقدامات عمدتاً دیپلماتی و اقتصادی و اجتماعی پس از جنگ است که زیرساخت‌ها و نهادهای حکومتی را برای ایجاد تفاهم و جلوگیری از بروز مجدد جنگ تقویت و بازسازی می‌کند.